# STS-131
STS 131 (ang. Space Transportation System) – sto trzydziesta pierwsza misja programu lotów wahadłowców, rozpoczęta 5 kwietnia 2010 roku. Była to zarazem trzydziesta trzecia misja wahadłowca do Międzynarodowej Stacji Kosmicznej (ISS). Głównym celem lotu było dostarczenie na ISS modułu logistycznego MPLM Leonardo, dla którego był to siódmy lot oraz LMC (Lightweight Multi-Purpose Equipment Support Structure Carrier).
Był to trzydziesty ósmy lot wahadłowca Discovery (OV-103), na zbudowanie którego zawarto kontrakt w 1979 roku. Pierwszy swój lot odbył 30 sierpnia 1984 jako STS-41-D.

## Załoga[4]
- Alan Poindexter (2)* – dowódca, NASA, USA
- James Dutton (1) – pilot, NASA, USA
- Richard Mastracchio (3) – specjalista misji, NASA, USA
- Dorothy Metcalf-Lindenburger (1) - specjalista misji-nauczyciel, NASA, USA
- Clayton Anderson (2) – specjalista misji, NASA, USA
- Stephanie Wilson (3) – specjalista misji, NASA, USA
- Naoko Yamazaki (1) – specjalista misji, JAXA, Japonia

*Liczba w nawiasach oznacza ilość odbytych przez astronautę lotów kosmicznych, wliczając tę misję

## Przebieg lotu
- 16.02.2010 – start przełożono z 18.03.2010 na 05.04.2010.
- 22.02.2010 – wykonano rollover promu.
- 02.03.2010 – załoga przybyła na KSC.
- 03.03.2010 – o 04:58 rozpoczął się rollout z VAB na wyrzutnię LC-39A. O 11:48 operacja została zakończona.
- 05.03.2010 – zakończono TCDT.
- 19.03.2010 – na wyrzutnię przewieziono ładunek użyteczny.
- 26.03.2010 – FRR (Flight Readiness Review) dopuściło prom do startu w dniu 05.04.2010.
- 01.04.2010 – do KSC przybyła załoga.
- 02.04.2010 – o 07:00 od stanu T-43H rozpoczęto odliczanie.
- 05.04.2010 – o 10:21:24,956 nastąpił start z wyrzutni LC-39A. W T+2' 10" nastąpiło odrzucenie SRB, w T+2' 35" rozpoczęła się asysta OMS. W T+8' 31" nastąpiło MECO (Main Engine Cut Off), w T+8' 47 separacja ET. Prom znalazł się na nietrwałej orbicie o pułapie 55-225 km. W T+37' 03" rozpoczęto manewr OMS-2 (t=129", orbita 227-259 km), a o 13:08 zakończono manewr NC-1 (t=62", dV=30 m/s). Nie udało się aktywować anteny pasma Ku (jednocześnie spełniającej rolę radaru zbliżania), która uległa awarii i nie uda jej się podczas lotu naprawić.
- 06.04.2010 – o 01:56 wykonano manewr NC-2 (t=39", dV=18,8 m/s, orbita 320-335 km). Wykonano aktywację RMS, OBSS oraz skanowanie osłony termicznej. O 13:32 wykonano manewr NC-3.
- 07.04.2010 – o 07:44 prom połączył się z ISS.
- 08.04.2010 – krótko przed 02:30 MPLM został uchwycony przez RMS, a o 04:24 dołączony do Harmony.
- 09.04.2010 – o 05:31 rozpoczęła się EVA-1, w której wzięli udział astronauci Mastracchio i Anderson. Wyszli oni w skafandrach EMU ze śluzy Quest. Celem EVA-1 było: rozłączenie zbiornika amoniaku ATA umieszczonego na S1, odblokowanie w ładowni nowego ATA i przeniesienie go na tymczasową lokalizację na MBS, zdjęcie z JEF eksperymentu MPAC/SEED i wymiana RGA-1 na S0. Prócz tego wykonano szereg drobnych prac, jak np. mocowanie kabli itp. EVA-1 zakończyła się o 11:58 i trwała 6 godzin i 27 minut. Wieczorem misję przedłużono o dobę.
- 11.04.2010 – o 05:30 rozpoczęła się EVA-2, w której wzięli udział astronauci Mastracchio i Anderson. Wyszli oni w skafandrach EMU ze śluzy Quest. Astronauci zamocowali nowy zbiornik amoniaku ATA i tymczasowo zdeponowali stary ATA na POA. Ponieważ problemy z zamocowaniem bolca nr 4 nowego ATA zajęły aż półtorej godziny, pozostałe zadania (podłączenie ATA do systemu chłodzenia, zamocowanie uchwytów na P1 i zdjęcie z ESP-2 osłon MMOD) przełożono na EVA-3. EVA-2 zakończyła się o 12:56 i trwała 7 godzin i 26 minut.
- 13.04.2010 – o 06:14 rozpoczęła się EVA-3, w której wzięli udział astronauci Mastracchio i Anderson. Wyszli oni w skafandrach EMU ze śluzy Quest. Astronauci podłączyli ATA do systemu chłodzenia, przenieśli stary ATA z POA do ładowni promu, zdjęli niepotrzebne panele izolacji MMOD z ESP-2, przygotowali na Z1 kable do montażu w misji STS-132 zapasowej anteny SGANT i zamontowali na P1 uchwyty mocujące. Ponieważ wystąpiły kłopoty z mocowaniem ATA w ładowni promu, zaniechano demontażu z modułu Columbus eksperymentu LWAPA. EVA-3 zakończyła się o 12:38 i trwała 6 godzin i 24 minuty. Podczas EVA kontrola naziemna nie była w stanie zdalnie uruchomić magistrali azotu zbiornika ATA.
- 15.04.2010 – pojawiły się problemy z jednym z zamków węzła CBM, do którego przyłączony był MPLM. W związku z tym, zaplanowane na 12:41 odłączenie MPLM od Harmony zrealizowano dopiero o 20:25.
- 16.04.2010 – około 07:15 Leonardo został zamocowany w ładowni promu.
- 17.04.2010 – o 12:52 prom odłączył się od ISS.
- 19.04.2010 – o 10:58 z powodu złej pogody lądowanie przeniesiono z orbity #222 na #223, a o 12:57 odwołano w tym dniu.
- 20.04.2010 – o 10:11 pierwsze z pięciu możliwych w tym dniu podejść do lądowania (w KSC) zostało odwołane z powodu mgły i niewielkich opadów deszczu. W związku z poprawą pogody na Florydzie podejście nr 2 (EAFB) postanowiono pominąć i lądować w KSC. O 12:02:59 rozpoczęto manewr deorbitacji (t=2' 57", dV=91 m/s). O 13:08:35 prom wylądował na bieżni SLF33 w KSC.

### Dokowanie do ISS
- Połączenie z ISS: 7 kwietnia 2010, 07:44:09 UTC[1]
- Odłączenie od ISS: 17 kwietnia, 12:52:10 UTC[1]
- Łączny czas dokowania: 10 dni 5 godzin 8 minut 1 sekunda

### Spacery kosmiczne (EVA)
- EVA-1 (Mastracchio, Anderson) 9.04.2010, 05:31-11:58 UTC
- EVA-2 (Mastracchio, Anderson) 11.04.2010, 05:30-12:56 UTC
- EVA-3 (Mastracchio, Anderson) 13.04.2010, 06:14-12:38 UTC